# Pseudochernes arabicus
Pseudochernes arabicus är en spindeldjursart som beskrevs av Volker Mahnert 1991. Pseudochernes arabicus ingår i släktet Pseudochernes och familjen Withiidae. Inga underarter finns listade i Catalogue of Life.